# Kraichgau

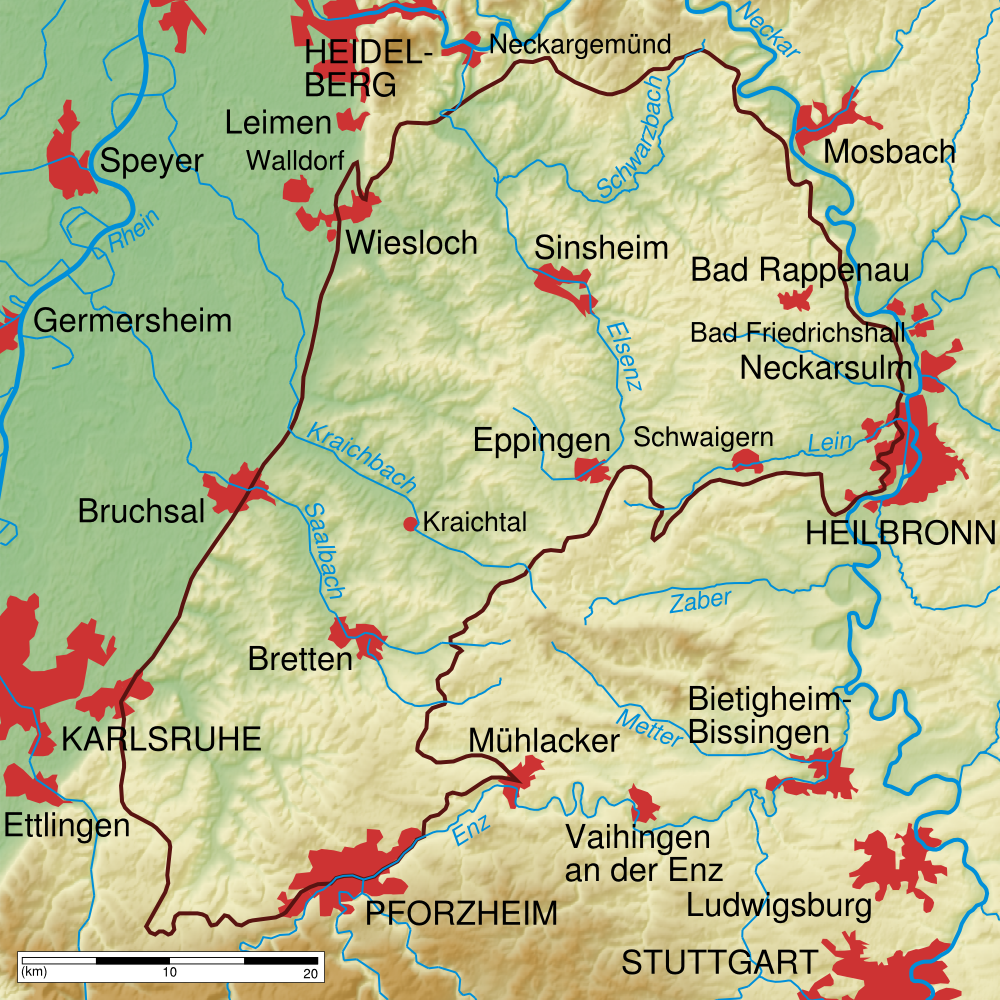
mappa fisica del Kraichgau

Il  è una regione collinare nel Baden-Württemberg, nel sud ovest della Germania.  È delimitata dal gruppo montuoso dell'Odenwald e dal fiume Neckar a nord, dalla Foresta Nera a sud, e dalla Fossa Renana a ovest. A est, il confine è considerato essere i paesaggi di Stromberg, Hardt, e Heuchelberg.
I centri maggiori del Kraichgau sono Sinsheim, Eppingen, e Bretten. Al confine occidentale del Kraichgau vi è la città di Bruchsal, alle porte della pianura del fiume Reno.

## Origini del nome
La parola "Kraich" apparentemente deriva dalla parola Celtico "Creuch," che significa "limo", "fango" o "argilla."  La parola "gau" significa uno spazio aperto, libero da boschi, come i terreni agricoli o i prati. Gau significa nei "paesi" tedeschi, suddivisione amministrativa dell'Impero carolingio.
L'area del Kraichgau è stata nominata per la prima volta nell'Alto Medioevo, nel Codex Laureshamensis, come "Creichgowe" nel 769. Nel 773, viene chiamato "Chrehgauui," nel 778 "Craichgoia."
Dal 1594, il nome è stato più vicino alla sua forma moderna, essendo denominato "Kreuchgau".

## Storia
La regione comincia ad acquistare valore storico quando nel XVI secolo viene costituito il cantone equestre omonimo, nell'ambito del circolo di Svevia dei Cavalieri del Sacro Romano Impero. La sede amministrativa dal 1619 fu Heilbronn. Vi fecero parte numerose famiglie cavalleresche della zona come i baroni Goeler von Ravensburg i conti von Wiser, i conti von Yrsch, i conti von Neipperg,i baroni von Gemmingen (Massenbach e Treschklingen), von Killingen, von Massenbach, von Helmstatt, von Engl, von Gainsberg, von Sturmfeder, von Tessin, ecc.
Con le mediatizzazioni del 1801-1803 la regione passò in gran parte al granducato di Baden.